# Paloma O'Shea
Paloma O'Shea Artiñano, 1re marquise d'O'Shea, née le 19 février 1936 à Getxo, est une pianiste classique et mécène des arts espagnole, fondatrice et présidente de l'École supérieure de musique Reine-Sophie et de la Fondation Albéniz, qui organise le Concours international de piano Paloma O'Shea à Santander. 

## Biographie
Paloma O'Shea naît à Getxo, dans la banlieue de Bilbao Las Arenas, Biscaye, Espagne. Elle est la  fille de José O'Shea y Sebastián de Erice (es) (descendant de l'Irlandais William O'Shea venu en Espagne au XVIIIe siècle) et de la Basque María de la Asunción de Artiñano y Luzarraga, mariés à Concepción, Madrid, le 2 mai 1935 . Elle commence à étudier le piano en 1941 à Bilbao et se rend  ensuite  en France afin de poursuivre ses études de musique. À 16 ans, elle remporte le Primer Premio Fin de Carrera et se produit en soliste avec l'Orchestre symphonique de Bilbao. Plusieurs années plus tard, elle épouse Emilio Botín, l'ancien président exécutif du Grupo Santander et se consacre à la promotion de la musique classique en Espagne. 
En 1972, elle fonde le Concours international de piano Paloma O'Shea, qui est ensuite intitulé à son nom et en 1991, elle fonde l'École supérieure de musique Reine-Sophie, une école de musique privée, maintenant l'une des principales écoles de musique en Espagne. 
Elle reçoit le titre de marquise d'O'Shea par le roi d'Espagne en 2008, la Légion d'honneur de France, la médaille d'or de l'Institut espagnol de New York et le prix Picasso de l'UNESCO. Elle a six enfants et partage son temps entre Madrid et Santander.

## Carrière professionnelle
Son activité professionnelle a toujours été liée au monde de la musique, ses débuts ayant eu lieu en 1972 avec la création du Concours international de piano Paloma O'Shea. Depuis, elle n'a cessé de développer ses initiatives, à travers des activités d'envergure mondiale visant à la modernisation de la vie musicale en Espagne : 
- 1972: Concours International de Piano Paloma O'Shea Santander
- 1987: Fondation Albéniz
- 1989: Bibliothèque et centre de recherche Isaac Albéniz
- 1991: École de musique Reina Sofía
- 1998: Prix Yehudi Menuhin pour l'intégration des arts et de l'éducation.
- 2000: MagisterMusicae.com, qui offre une éducation musicale en ligne.
- 2001: Rencontre de Santander "Musique et Académie".
- 2005: Institut International de Musique de Chambre de Madrid.
- 2010: Classicalplanet.com.

## Fondation Albéniz
La Fondation Albéniz est l'institution culturelle qui encourage, gère et coordonne ces programmes depuis plus de vingt ans et l'instrument qui a permis à Paloma O'Shea de réunir les efforts privés et publics dans un projet commun de service communautaire. L'impact et l'importance de ces activités ont été reconnus à plusieurs reprises par les institutions espagnoles et internationales. Cette reconnaissance a lieu pour la première fois avec le Ruban de l'Ordre de la Reine Isabelle la Catholique. En 1988, elle reçoit la médaille d'honneur de l' Académie royale des beaux-arts de San Fernando et en 1994 la médaille Picasso de l'UNESCO pour sa contribution à la compréhension culturelle entre les pays et à son dévouement à la promotion des jeunes artistes. Elle reçoit également l'Ordre héraldique de Christophe Colomb de la République dominicaine, la Médaille d'or de l'Institut espagnol de New York et en 1996 le Prix Montblanc de la culture. En 1998, à la suite d'un accord du Conseil des ministres, Paloma O'Shea reçoit des mains de Sa Majesté les Rois d'Espagne la Médaille d'or du mérite des beaux-arts. Elle est également nommée par le gouvernement régional de Cantabrie "Fille adoptive", en 2004 elle est nommée Chevalier de la Légion d'Honneur par le gouvernement français et en 2005, elle reçoit le Prix de la Culture de la Communauté de Madrid. Un an plus tard, elle reçoit la médaille d'honneur des archives Manuel de Falla, le titre de «fille adoptive» de Santander et celui de membre honoraire de la Royal Academy of Music de Londres. En 2009, la mairie de Madrid lui décerne sa médaille d'or.

## Concours international de piano Paloma O'Shea Santander
Les «fondations» de Paloma O'Shea, selon les mots d'Enrique Franco, ont débuté en 1972 avec le Concours international de piano Paloma O'Shea, qui a très vite appelé la renommée et la pertinence internationales, comme en témoigne son entrée en 1976 dans la Fédération des compétitions internationales, basée à Genève. Aujourd'hui, après près de quarante ans d'existence, ce prix est un prix convoité, auquel optent les jeunes pianistes les plus talentueux. C'est précisément le développement du concours qui a éveillé en Paloma O'Shea l'idée d'une amélioration de la formation musicale en Espagne. Les pianistes espagnols ont eu des difficultés à se rendre aux phases finales du concours et la raison n'était pas leur talent, mais les quelques opportunités qu'ils avaient pour atteindre un niveau d'éducation supérieur. Ce fut la création des masterclasses de piano offertes à Santander par d'importants solistes et pédagogues, en partenariat avec l'Université internationale Menéndez Pelayo. Cette série isolée de leçons a donné lieu à un appel régulier et plus large à des cours d'été, célébrés chaque année à Santander et incluant des instruments autres que le piano. 

## Rencontre de Santander "Musique et université"
Cette progression pédagogique à Santander a connu son apogée en juillet 2001 avec la fondation de la Rencontre Santander "Musique et Académie". Chaque mois de juillet, la Rencontre encourage la coexistence d'importants musiciens maestri et jeunes issus des meilleures écoles européennes. Il mélange également des salles de classe et des scènes, remplissant Santander et la Cantabrie de musique avec 60 concerts publics et plus de 500 heures de masterclasses. 

## École de musique Reina Sofía

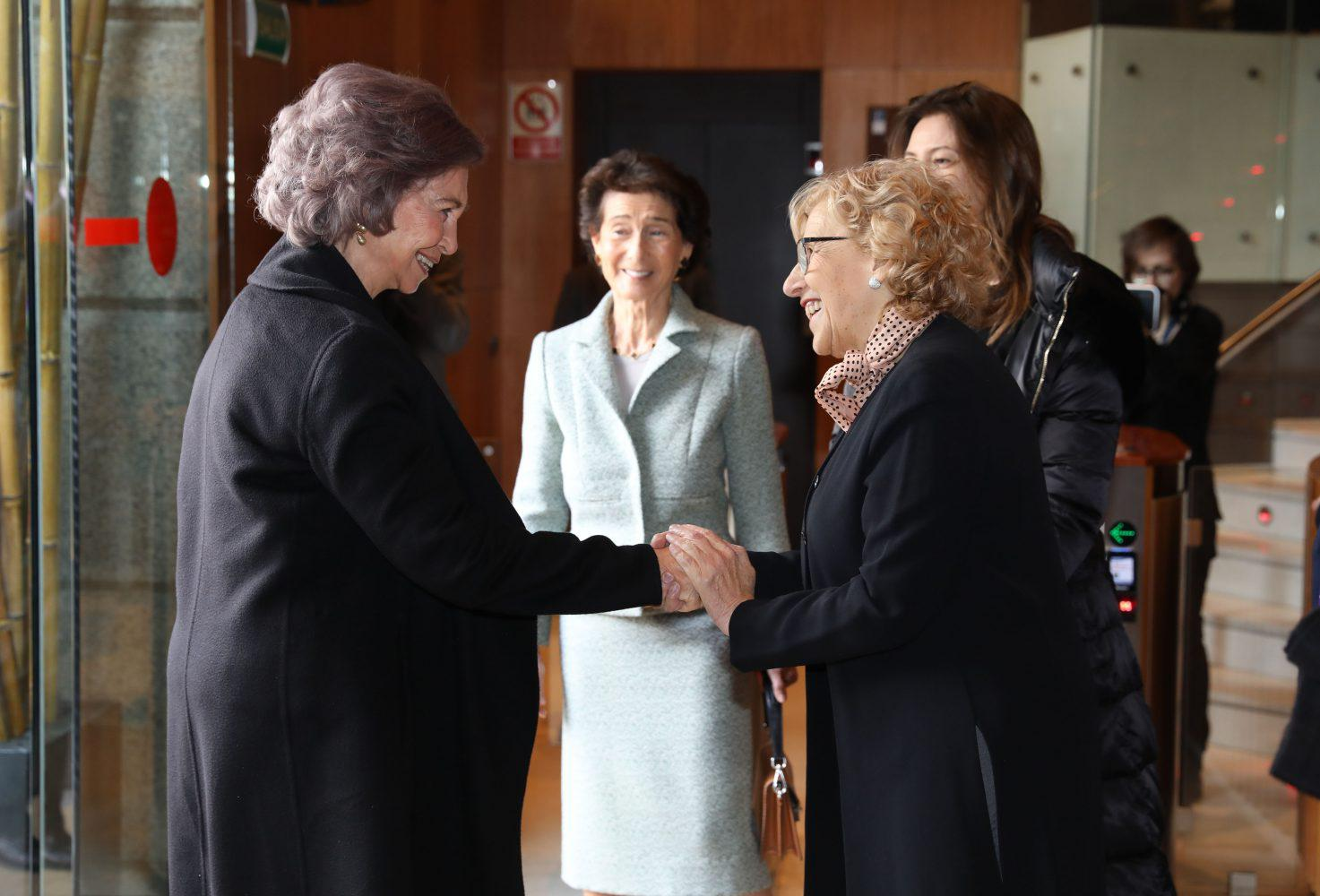
Paloma O'Shea, la reine Sofia et la maire de Madrid, Manuela Carmena, assistent à une réunion du conseil d'administration de l'école.

Après l'expérience acquise au Concours, il était nécessaire de créer un centre permanent en Espagne avec le plus haut niveau international. Pour faire de cet idéal une réalité, Paloma O'Shea réussit à obtenir le soutien d'importantes personnalités artistiques, notamment Alicia de Larrocha, Zubin Mehta, Lorin Maazel, Yehudi Menuhin et Mstislav Rostropovitch. La Reine Sofía, connaissant les nécessités et les manques de l'éducation musicale espagnole, n'hésite pas à apporter son soutien total à un tel projet. Aujourd'hui, l'école de musique Reina Sofía compte sur les professeurs les plus recherchés de chaque instrument et donc sur les étudiants internationaux les plus talentueux. Après vingt ans d'emplacement temporaire à Pozuelo de Alarcón, l'école est transférée à l'automne 2009 dans son nouvel emplacement, conçu par l'architecte Miguel Oriol et construit par la Fondation Albéniz. C'est un bâtiment emblématique, situé sur la Plaza de Oriente à Madrid, à côté du Palais Royal et du Théâtre Royal. Son intérieur offre toutes les installations que nécessite un centre d'excellence musicale, y compris les systèmes technologiques les plus avancés et un superbe auditorium de 450 places qui est déjà devenu un cœur culturel au centre-ville de Madrid. 
L'école de musique Reina Sofía a toujours eu pour objectif de lancer des projets éducatifs dans une perspective internationale, afin de favoriser l'enrichissement mutuel et l'échange de traditions musicales. Dans ces initiatives ambitieuses telles que la Rencontre, l'école de musique virtuelle Magister Musicae, le Projet Harmos ou le Prix Yehudi Menuhin, l'École a toujours travaillé aux côtés des centres les plus prestigieux d'Europe. 